# Dême
Die Dême ist ein Fluss in Frankreich, der  in den Regionen Centre-Val de Loire und Pays de la Loire verläuft. Sie entspringt  im Gemeindegebiet von Monthodon, entwässert generell in nordwestlicher Richtung und mündet nach rund 33 Kilometern bei Marçon als linker Nebenfluss in den Loir. Auf ihrem Weg durchquert die Dême die Départements Indre-et-Loire und Sarthe. Der Unterlauf des Flusses liegt im Weinanbaugebiet Coteaux du Loir.

## Orte am Fluss
- La Ferrière
- Marray
- Chemillé-sur-Dême
- Beaumont-sur-Dême
- Marçon